# Assia Djebar
Assia Djebar, (em árabe: أسيا جبار) pseudónimo literário de Fatema Zohra Imalayen (Cherchell, Argélia, 1936 – Paris, 6 de fevereiro de 2015), foi uma escritora argelina de língua francesa. Autora de romances, novelas, poesia, ensaios, teatro e argumentos de cinema.
A sua obra tem por temas centrais a emancipação feminina, a história, e a Argélia através das suas línguas e culturas. Assia Djebar é considerada uma das mais conhecidas e influentes personalidades da cultura do Maghreb. É membro da Academia francesa desde 2005.

## Biografia
Libertada da clausura própria das mulheres magrebinas, estudou em Argel e em Sèvres (França). Em 1956, durante a greve de estudantes argelinos em Paris, escreveu a sua primeira novela, La Soif. Em 1958 começou a colaborar em El Moudjahid, a revista da Frente de Libertação Nacional. Em 1962, após a libertação da Argélia, passou a ensinar história na Universidade de Argel, mas, com o golpe de Estado de Boumedian, mudou-se para Paris, onde se dedicou à crítica literária e cinematográfica, e ao teatro. Em 1974 reentrou na Universidade de Argel e realizou duas longas-metragens: La Nouba des femmes du Mont Chenoua, prémio da crítica da Bienal de Veneza de 1979, e La Zerda ou les chants de l'oubli.
A sua carreira literária, iniciada com La Soif, prossegue com Les Impatients (1958), Les Enfants du nouveau monde (1962), Les Alouettes naïves (1967), Femmes d'Alger dans leur appartement (1980) e Loin de Médine (1992).
O seu nome foi apontado como forte candidata ao Prémio Nobel de Literatura.

## Obras
- La Soif, novela (1957)
- Les Impatients, novela (1958)
- Les Enfants du Nouveau Monde, novela (1962)
- Les Alouettes naïves', novela' (1967)
- Poèmes pour l'Algérie heureuse (1969)
- Rouge l'aube, teatro (1969)
- Femmes d'Alger dans leur appartement, realatos (1980)
- L'Amour, la fantasia, novela(1985)
- Ombre sultane, novela (1987)
- Loin de Médine, novela (1991)
- Vaste est la prison, novela (1995)
- Le Blanc de l'Algérie (1996)
- Ces voix qui m'assiègent: En marge de ma francophonie, ensaio (1999)
- La Femme sans sépulture, novela (2002)
- La Disparition de la langue française, novela (2003)
- Nulle part dans la maison de mon père, novela (2007)

Filmografia
- La Nouba des femmes du Mont Chenoua (1978)
- La Zerda ou les chants de l'oubli (1982)